# Pigwacket

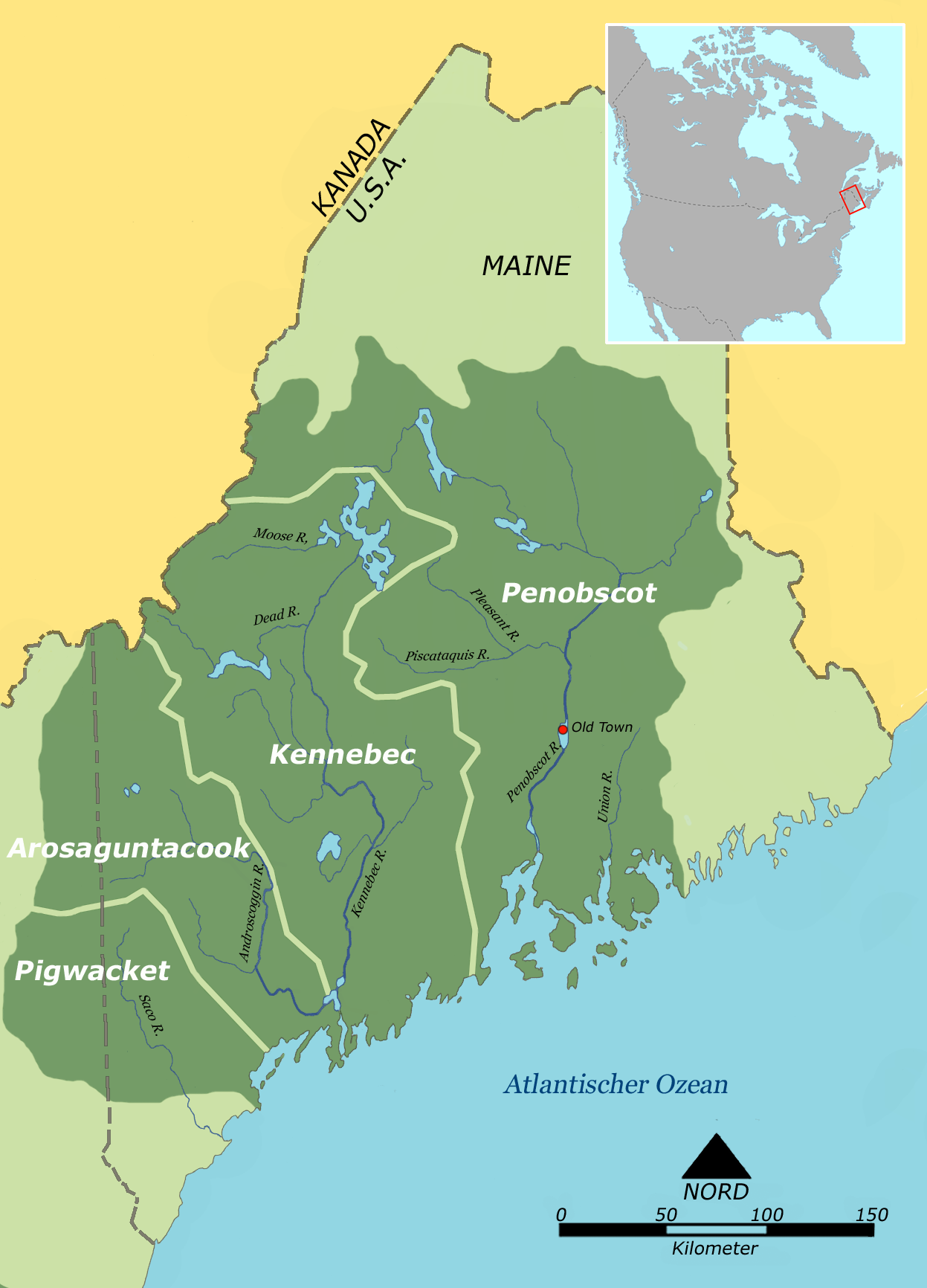
Ehemaliges Wohngebiet der Pigwacket.

Die Pigwacket waren ein Algonkin sprechender Indianerstamm im nordöstlichen Nordamerika, der sprachlich und kulturell zu den Östlichen Abenaki gehörte. Sie waren Mitglieder der Abenaki-Konföderation, verloren aber schon im 18. Jahrhundert ihre Identität, denn sie wurden nach 1750 nicht mehr in historischen Berichten und Dokumenten erwähnt. Ihre Nachfahren findet man heute vermutlich in den Indianer-Reservaten Wôlinak und Odanak in der kanadischen Provinz Québec.

## Wohngebiet
Das Wohngebiet der Pigwacket lag am oberen Saco River und seinen Nebenflüssen im südlichen Maine und östlichen New Hampshire mit dem Hauptdorf Pequawket.

## Name
Pigwacket ist der anderen Hauptform Pequawket vorzuziehen, weil dieser Name der Originalaussprache näherkommt. Die Pigwacket könnten die Einwohner von Shawakotoc auf der von Samuel Purchas veröffentlichten Liste sein. Die Pigwacket sind in englischen Dokumenten bis zum Vertrag von 1690 nicht klar von anderen Stämmen getrennt, französische Quellen geben kurze Zeit später Hinweise auf sie. Pigwacket stammt von dem Wort Apik-ahki der Östlichen Abenaki und bedeutet Land der Höhlen.

## Kultur
Historiker vermuten, dass die indianischen Ureinwohner vor mindestens 10.000 Jahren das nördliche Neuengland besiedelt haben. Es gibt aber keine Beweise dafür, ob diese Ureinwohner die Vorfahren der späteren Abenaki sind. Die im Folgenden beschriebenen kulturellen Merkmale gelten so oder so ähnlich für alle Stämme der Östlichen Abenaki. Diese Kultur ähnelte der Lebensweise der benachbarten Algonkin im südlichen Neuengland. Weil sie zum großen Teil von Feldfrüchten, wie Mais, Bohnen und Kürbissen, lebten, lagen ihre Dörfer gewöhnlich an den fruchtbaren Flussufern. Das Anbaugebiet war in der Ausdehnung von der Größe und der Lage der Dörfer abhängig. Der Anteil an Fisch und Meeresfrüchten wechselte mit der Ortslage der Dörfer. Die Nahrung wurde durch Wild, Fisch und Wildpflanzen ergänzt. In unfruchtbaren Gegenden nutzte man oft Fisch als Dünger, um bessere Erträge an Mais zu bekommen.
Wenn es auch lokale Unterschiede im Zyklus durch das wechselnde Angebot an örtlichen Nahrungsquellen gab, kann man einen allgemein gültigen Jahresablauf rekonstruieren. Die erste Aktivität im Frühling bestand im Anzapfen von Ahornbäumen zur Herstellung von Sirup und vermutlich Zucker. Danach folgte der Fang von Fischen aus Frühlingsschwärmen in den Flüssen, sowohl für den sofortigen Verzehr als auch zum Räuchern. Man sammelte Frühlingspflanzen, die Knollen der Erdbirnen (Helianthus tuberous) oder wilde Kartoffeln. Später im Mai wurden die Felder mit Mais, Bohnen und Kürbissen bestellt, während man Tabak in kleinen separaten Gärten pflanzte. Ein längerer Aufenthalt auf einem der größeren Seen, um zu Fischen und der Insektenplage in den Wäldern zu entkommen, wurde durch Rückreisen ins Dorf zum Jäten der bestellten Felder unterbrochen. Im Herbst wurde das reichlich vorkommende Wassergeflügel geschossen oder in Netzen gefangen und Mengen von wilden Tauben erlegt, wenn sie sich zum Flug in den Süden sammelten. Man fing Aale und räucherte sie für den Winter. Hirsche und Elche wurden im Herbst durch Lockrufe in der Brunftzeit und im Winter durch Treiben auf Schneeschuhen und an ihren Weideplätzen gejagt. In der kalten Jahreszeit jagte man Bisamratten, Biber, Otter und andere Pelzträger wegen des Fleisches und später besonders wegen der Pelze.

## Handel
Die Materialkultur der Pigwacket änderte sich schnell, als um 1620 zuerst die französischen und später die englischen Waren ins Land kamen. Eiserne Äxte, Nadeln, Gewehre, Messer, Glasperlen und Wollstoffe wurden im Handel gegen Felle getauscht und die selbstgefertigten Gegenstände der Ureinwohner waren bald verschwunden.
Um 1626 handelten englische Kolonisten aus Plymouth regelmäßig mit den Pigwacket. Die Engländer hatten Zugang zu Waren wie Mais und Wampum aus dem südlichen Neuengland und konnten diese Güter gegen Felle handeln. Wampum, den man nach der Einführung von Metallbohrern vermehrt herstellte, wurde sowohl ein wichtiges Zahlungsmittel beim Warenaustausch als auch ein bedeutendes Symbol im politischen und sozialen Bereich.
Die Pigwacket hatten ihren Vorteil beim zuverlässigen Handel mit den Europäern. Es gab nun weniger Dörfer, da sich die überlebenden Einwohner älterer Gemeinden zusammenschlossen. Die Not der gesamten Bevölkerung des Binnenlands im Winter gehörte der Vergangenheit an; das Ziel war jetzt eher, Pelze für den Handel zu erhalten als die Jagd für den Unterhalt und das Überleben bis zum Frühling. Diejenigen Stammesmitglieder, die nicht direkt mit dem Fallenstellen und der Jagd nach Pelzen zu tun hatten, konnten in den Hauptdörfern bleiben und sicherten sich ihren Lebensunterhalt durch Nahrungsmittel, die aus Vorräten oder vom Handel mit den Engländern stammten. Die Lieferung von Mais aus Neuengland durch englische Mittelsmänner und die ganzjährige Anwesenheit eines Teils der Bevölkerung in den Hauptdörfern erlaubte die zunehmende Abhängigkeit von örtlichem Gartenbau, den die Pigwacket zuvor nicht riskieren konnten.  Der Lebensunterhalt erforderte nicht länger den Umzug zur Küste und damit konnte man den Ort des Sommeraufenthalt frei wählen.

## Geschichte
Auch die Pigwacket wurden, wie die anderen Östlichen Abenaki, durch Epidemien und Kriege stark dezimiert. Am Ende der Kolonialkriege kam es erst zum Frieden, als alle Verträge zwischen 1770 und 1776 abgeschlossen waren. Die wenigen überlebenden Pigwacket wurden vermutlich in kleine Gruppen versprengt. Zwischen 1761 und 1774 drangen vermehrt Siedler in ihr früheres Land ein und es kam 1763 zum Pontiac-Aufstand, an dem sich auch Abenaki beteiligten. Pontiac, Kriegshäuptling der Ottawa, nutzte die allgemeine Unzufriedenheit unter den Indianern, um im Mai 1763 Angriffe auf britische Forts zu organisieren. Als Reaktion darauf verbot die britische Regierung mit der Proklamation von 1763 zwar den Kolonisten, weiter westwärts in das Gebiet der Indianer vorzudringen, doch dieser Erlass wurde von den Siedlern ignoriert und verschlechterte ihr Verhältnis zur Regierung massiv.
Der britische Indianeragent für Nordamerika erklärte, dass sich die Proklamation der britischen Regierung nicht auf das von den Abenaki beanspruchte Gebiet beziehen würde. So hatten die Pigwacket plötzlich keinerlei Recht mehr auf eigenes Land. Nach vielen Jahren des Wechsels von Neuengland nach Kanada und zurück betrachtete sie Québec als Neuengland-Indianer, während sie von Neuengland als zu Kanada gehörig angesehen wurden. Während des Krieges hatten viele Abenaki Zuflucht am St. Regis River gefunden, doch nun wurden sie von den Mohawk zum Verlassen aufgefordert. Doch wohin sollten sie gehen? Einige blieben als unwillkommene Gäste und andere vermischten sich mit Saint-Francis-Indianern.